# Lazare Carnot
Lazare Nicolas Marguerite Carnot, (Nolay, Côte-d'Or, 13. svibnja 1753. – Magdeburg, 2. kolovoza 1823.), bio je francuski časnik, političar i matematičar. Otac je fizičara Nicolasa Carnota i političara Lazara Hippolytea Carnota.
Carnot je bio časnik u inženjeriji a 1791. postaje član zakonodavne skupštine, 1794. član konventa. Od 1793. do 1795. član je odbora za socijalnu skrb. Bio je zagovornik jake unutarnje politike i imao je ista politička stajališta kao Robespierre. Sudjelovao je aktivno u Dantonovom padu, iako je kasnije negirao sudjelovanje u teroru. 
Carnot se u odboru za socijalnu skrb bavio prvenstveno vojnim pitanjima, i djelomice je bio zaslužan za uspjeh revolucionarnih snaga. Protivio se međutim Robespierrovim religijskim planovima, vremenom se udaljuje od njega i u trenutku Robespierrovog pada bio je s njim u sukobu. 
Uskoro napušta odbor za socijalnu skrb. Pokušao je posredovati između termidorskih desnih i lijevih frakcija, i bio je nezvanično jedan od vodećih političara nove vlade. Pokušaj optuživanja da je Carnot sudjelovao u vladi terora nije uspio, i kada je novi ustav stupio na snagu, Carnot postaje vođa direktorija. Carnot je zagovarao umjerenu unutarnju politiku. 
Carnot je objavljivao i znanstvene tekstove, među njima Réflexions sur la métaphysique du calcul infinitésimal (1797.) i Géométrie de position (1803). Njegovo ime nalazi se na popisu 72 znanstvenika ugraviranih na Eifellovom tornju.